# Citroën TUB/TUC
De Citroën TUB is een historisch model bestelwagen van het merk Citroën dat is afgeleid van de Traction Avant. TUB staat voor Traction Utilitaire de type B, voor een maximale belading van 850 kg en een motor met een fiscaal vermogen van 9CV. De Citroën TUC was beschikbaar voor een belading tot 1200 kg en bezat een motor van 11CV.
In 1935 besloot Citroën een compacte voorwielaangedreven bestelwagen te ontwikkelen, met een laadvermogen van 850 kilo. In de zomer van 1936 waren de schetsen klaar van een volledig nieuw concept. In de herfst van 1937 reed het prototype. Het model was rechthoekig met voorop een lange en brede grill met de bekende dubbele chevrons, het beeldmerk van Citroën. De wagen was uitgerust met een 1911 cc-motor van 45 pk (9CV). De laadvloer lag 42 cm boven de grond en de stahoogte was 1,75 meter. De remmen werden hydraulisch bediend. De topsnelheid lag op 80 km/h. In mei 1939 werd de eerste TUB afgeleverd. Tot en met 1941 werden 1748 exemplaren, waarvan 50 TUC's zijn gebouwd. Tegenwoordig zijn de TUB's zeer zeldzaam. Er zijn er een klein aantal bekend.

## Trivia
De Franse firma S.A. Fenwick Frères & Cie uit Lyon bracht van 1940 tot 1942 elektrische uitvoeringen van de TUB op de markt onder de naam Fenwick Cittub en Fenwick Urbel met een laadvermogen van 1000 kg en hadden een topsnelheid van 50 km/h, die echter op verzoek van de klant ook kon worden geleverd met een limiet van 25 km/h